# Daniel Rudslätt
Daniel Rudslätt, född 8 september 1974 i Huddinge församling, är en svensk före detta ishockeyspelare som säsongerna 2010/2011 och 2011/2012 spelade i AIK Ishockey i Elitserien. Han spelade i Elitserien också från säsongen 1998/1999 – 2005/2006.
Daniel Rudslätt spelade fyra säsonger i Brynäs IF och blev svensk mästare under sin första säsong 1998/1999. Efter säsongen 2001/2002 flyttade han hem till Stockholm och skrev på för Djurgårdens IF där det blivit ytterligare fyra säsonger.
Daniel Rudslätt har gjort sig känd som en duktig målskytt. Han har gjort 10 mål eller mer per säsong förutom första säsongen. Han har också representerat ishockeylandslaget vid ett trettiotal tillfällen.
Säsongerna 2006/2007 till 2009/2010 spelade Daniel Rudslätt för Kölner Haie i Tysklands högsta serie (DEL). I april 2010 värvades han av AIK Ishockey. Rudslätt är sedan 2013 sportchef för AIK Ishockey.
Daniel är 182 cm lång (6'0") och väger 85 kg (187 lbs) enligt hans spelarprofil på Elite Prospects.

## Klubbar
| Klubb          | Hockeyliga       | Tidsperiod |
| -------------- | ---------------- | ---------- |
| AIK Ishockey   | SEL              | 2010–2012  |
| Kölner Haie    | DEL              | 2006–2010  |
| Djurgårdens IF | SEL              | 2002–2006  |
| Brynäs IF      | SEL              | 1998–2002  |
| Arlanda Wings  | Division 1 Östra | 1995–1998  |
| Järfälla HC    | Division 1 Östra | 1991–1995  |